# Passante ferroviaire de Milan
Passante ferroviaire de Milan (en italien : passante ferroviario di Milano) est une ligne ferroviaire italienne au tracé principalement en souterrain traversant la ville de Milan. Mise en service en décembre 1997, la ligne relie les lignes ferroviaires de banlieues par un tracé direct qui avait été supprimé par la construction de la Gare centrale dans les années 1930.

## Histoire
La construction de la ligne entre Porta Venezia et Bovisa (gare FNM) commence en 1984. Elle est œuvre conjointe de FS (chemins de fer italiens) et FNM. La construction fut retardée à cause de difficultés de financement. Cette section de ligne, 8 km et quatre stations, le projet consistant en une ligne de 10,4 km et sept stations dont six souterraines, fut mise en service en décembre 1997 mais uniquement pour un service de navette entre les terminus et avec des trains anciens. Les nouveaux véhicules TAF ne furent livrés que le mois suivant. Les deux stations intermédiaires ne furent ouvertes que six mois plus tard. Sur les quatre stations, toutes souterraines, trois sont de correspondance avec les lignes de métro. La totalité du projet, avec onze stations, fut mise en service en 2008,.

## Équipements de la ligne

### Matériel roulant
Pour équiper la ligne, 69 trains de 4 voitures à deux étages TAF furent commandées, 50 par FS et 19 par FNM. Le consortium producteur est composé de Breda, Ansaldo Trasporti, Firema et ADtranz. Ces trains, alimentés en courant de traction de 3kV par caténaires, peuvent rouler à 140 km/h. Chaque train peut transporter jusqu'à 800 passagers dont 475 places assises.